# جاکومو توماسلی
جاکومو توماسلی (انگلیسی: Giacomo Tomaselli؛ زادهٔ ۲۵ ژوئیهٔ ۱۹۹۹) بازیکن فوتبال است.
از باشگاه‌هایی که در آن بازی کرده‌است می‌توان به باشگاه فوتبال مونتسا اشاره کرد.